# Izobenzofuran
Izobenzofuran je heterociklično jedinjenje koje se sastoji od kondenzovanih prstena benzena i furana. On je izomeran sa benzofuranom.
Izobenzofuran je veoma reaktivan i brzo se polimerizuje. On se može identifikovati i pripremiti putem termolize podesnih prekurzora i zarobiti na niskim temperaturama.
Mada je sam izobenzofuran nestabilan, on je osnova niza stabilnih jedinjenja sa kompleksnijim strukturama.

## Literatura
- Joule, J. A.; Mills, K.; Smith, G. F. (1995). Heterocyclic Chemistry (3rd изд.). CRC Press. стр. 364—365.  978-0-7487-4069-7.